# Amphipoea brunnea
Amphipoea brunnea là một loài bướm đêm trong họ Noctuidae.